# 浮世亭柳平・とん平
浮世亭柳平・とん平（うきよていりゅうへい・とんぺい）は、昭和期に活躍した日本の漫才師。
1953年に同じ浮世亭歌楽門下。千日前大阪劇場でコンビとして初舞台。1958年に大劇の専属。大劇解散後千土地興行（のちの日本ドリーム観光）専属。1967年にコンビ解消しとん平は俳優出身の浮世亭だん平と「浮世亭だん平・とん平」を結成、松竹専属。1969年に柳平の病死、その後とん平は相方を変え漫才を続けたがコンビ運に恵まれなかった。
千日劇場をホームグラウンドにした。

## メンバー
- 浮世亭柳平（1925年 - 1969年）本名は北村修。

大阪府の生まれ。大阪市電の運転手をしていたが同僚の車掌と漫才をやったことでこの道に入る。大阪市交通局での同僚に5代目平和日佐丸（浮世亭秀若）がいる。当初は「浮世亭おさむ」を名乗った。1969年に夭折。趣味は日本刀の収集であった。
- 浮世亭とん平（1937年 ？[2]- ）本名は山本敏治。

奈良県大和郡山市の生まれ。奈良県立郡山高等学校卒業。1954年に柳平と組む前は宝とん平の名で宝とこ助と組んで宝塚新芸座で初舞台。解消後はだん平、つかさとん子（元「ピンアップトリオ」のリーダーだったピンアップ敦子）、ミスワカナの実子のミス（海乃）ワカメと組んだ。1973年には役者に転身。映画舞台CMと活躍。ミヤコ蝶々に可愛がられ蝶々の舞台によく出演していた。「蝶々新芸スクール」の講師も勤めた。現在は1996年より関西演芸協会副会長を勤める。芸人の間ではホラ吹き癖で知られている。又とん平からの仕事は極端にギャラが安い。2022年12月23日に放送された探偵！ナイトスクープ「亡き大伯母は芸人だった？」で、依頼者の大伯母である二葉家美千代を知る人物として登場、コメントした。

## エピソード
- ある日のこと、とん平は東京の落語家の四代目柳亭痴楽と楽屋であったが、「楽屋ぐらいしっかり歩きなはれ」ととん平が言うと、「いやー、これでもう家には自家用車を持っているんだよ」と言ったところ、とん平が「ええ?その芸で?」と言ったという。
- また、ある日のこと、千日劇場でとん平が、お囃子の林家とみに「おとみはん、あんたお歳いくつでんねん」と聞くと、トミは「八十・・・・・。」といったところ、とん平は「よう持ってはりまんなぁ」といったという。

## ドラマ
- 「素浪人 月影兵庫」第1シリーズ 第5話「乙女心はふるえていた」（NET、1965年） - 二人で出演
- 「よーいドン」（NHK連続テレビ小説、1983年から1984年） - とん平
- 「さよなら雪遵」（NHK、1988年） - とん平

## 映画
- 「愛情不動」（東宝、1959年） - 漫才師役で共に出演。
- 男はつらいよ 浪花の恋の寅次郎(松竹、1981年)　- とん平(テキ屋役)